# 58097 Alimov
58097 Alimov este un asteroid din centura principală, descoperit pe 26 octombrie 1976, de Tamara Smirnova.